# Grand Prix automobile de Belgique 1952
GP précédent GP suivant
Le Grand Prix de Belgique 1952 (XIVe Grand Prix de Belgique / XIV Grote Prijs van Belgie), disputé sous la réglementation Formule 2 sur le circuit de Spa-Francorchamps le 22 juin 1952, est la dix-huitième épreuve du championnat du monde des conducteurs courue depuis 1950 et la troisième manche du championnat 1952. Il a également reçu le titre de Grand Prix d'Europe.

## Contexte avant le Grand Prix

### Le championnat du monde
À la suite du désengagement des principaux constructeurs de formule 1 en début de saison, c'est la formule 2 qui a été retenue pour les championnats 1952 et 1953. La reine de la catégorie est alors la Ferrari 500, apparue en fin de saison 1951, d'autant plus dominatrice que l'écurie Maserati a pris du retard dans la mise au point de son nouveau modèle. La Scuderia Ferrari a remporté de nombreuses victoires dans les épreuves hors-championnat en début d'année, notamment avec Alberto Ascari, et a également gagné l'épreuve d'ouverture du championnat, le Grand Prix de Suisse, avec Piero Taruffi. Absent en Suisse car disputant alors les qualifications des 500 miles d'Indianapolis, paradoxalement deuxième épreuve du championnat, Ascari aborde ce grand prix de Belgique avec un score vierge, ayant abandonné dans la manche américaine. Son coéquipier et principal rival Giuseppe Farina est dans la même situation, victime d'un (double) abandon en Suisse. Taruffi est alors en tête du classement avec neuf points, devant Troy Ruttman (huit points), vainqueur à Indianapolis mais qui ne disputera pas les Grands Prix européens. Le grand absent est le champion en titre Juan Manuel Fangio, premier pilote Maserati, gravement accidenté lors du Grand Prix de Monza et écarté des circuits pour le reste de la saison.
Si les Ferrari ont la faveur des pronostics, il ne faut toutefois pas négliger les performances des nouvelles Gordini à moteur six cylindres, très agiles. Parmi les nombreuses écuries britanniques, les Cooper, Frazer Nash et HWM peuvent également prétendre aux places d'honneur.

### Le circuit
Tracé naturel et vallonné, le circuit ardennais est l'un des plus rapides d'Europe. Dans l'impressionnante descente de Masta, les plus puissantes des formules 1 ont pu atteindre les 320 km/h. Initialement peu désireux d'organiser l'édition 1952 selon la formule 2, le RACB, organisateur du Grand Prix de Belgique, est finalement revenu sur sa décision initiale. En 1951, Juan Manuel Fangio avait réussi le meilleur temps des qualifications à près de 192 km/h de moyenne au volant de son "Alfetta". Avec moins de deux cents chevaux, les F2 seront certes moins spectaculaires et loin d'approcher les 300 km/h en pointe, mais les épreuves de début d'année ont cependant démontré que sur un tour elles étaient relativement proches des performances des F1 de la saison passée, environ 10 km/h plus lentes en moyenne.

## Monoplaces en lice
- Ferrari 500 Usine

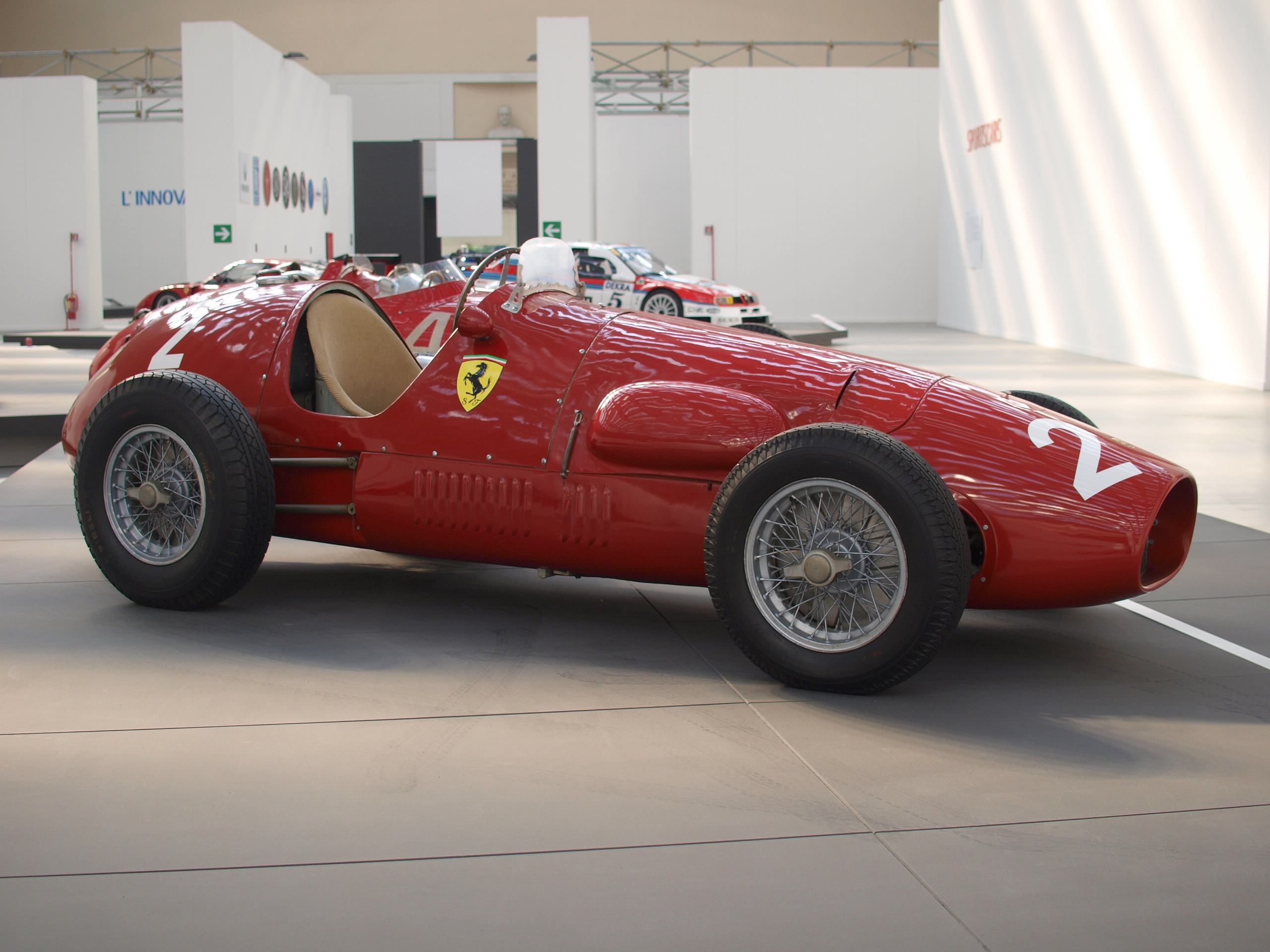
La Ferrari 500 F2, la plus performante des monoplaces engagées.

La Scuderia Ferrari engage trois 500 pour Giuseppe Farina, Alberto Ascari et Piero Taruffi, Luigi Villoresi étant en convalescence à la suite d'un accident de la route. La 500 F2 est équipée d'un quatre cylindres en ligne développant 170 chevaux à 7 000 tr/min ; en l'absence des Maserati, c'est la plus puissante des monoplaces engagées. Les trois voitures officielles seront épaulées par celle du Français Louis Rosier et celle de l'Écurie Francorchamps, conduite par le pilote local Charles de Tornaco.
- Gordini T16 Usine

Amédée Gordini a engagé les deux T16 déjà vues au Grand Prix de Suisse, pour Robert Manzon et Jean Behra. Le « sorcier » escomptait 165 chevaux du moteur six cylindres, il est plus raisonnable de parler de 150 chevaux. Johnny Claes espérait disposer du troisième châssis mais celui-ci n'est pas terminé et c'est finalement une T16 Sport biplace, dans laquelle on a également monté le nouveau moteur six cylindres (et caché les phares), dont devra se contenter le pilote belge. Comme à Bremgarten, le Prince Bira dispose d'une Simca-Gordini Type 15 de la saison passée, à moteur quatre cylindres de 1 500 cm3. Le pilote amateur américain Robert O'Brien a engagé un modèle identique, à titre privé.
- HWM 52 Usine

Quatre modèles 52 (équipés d'un moteur Alta développant environ 145 chevaux) sont présents pour Lance Macklin et Peter Collins, épaulés par les pilotes locaux Paul Frère et Roger Laurent. L'Australien Tony Gaze a engagé à titre privé un modèle de l'année précédente.
- ERA Type G Usine

L'équipe ERA fait débuter sa nouvelle F2 Type G, animée (comme les Cooper T20) par un moteur Bristol de 130 chevaux, aux mains de Stirling Moss. Cette monoplace offre la particularité d'avoir le réservoir de carburant à côté du poste de pilotage, de ce fait décalé vers la droite. 
- Cooper T20

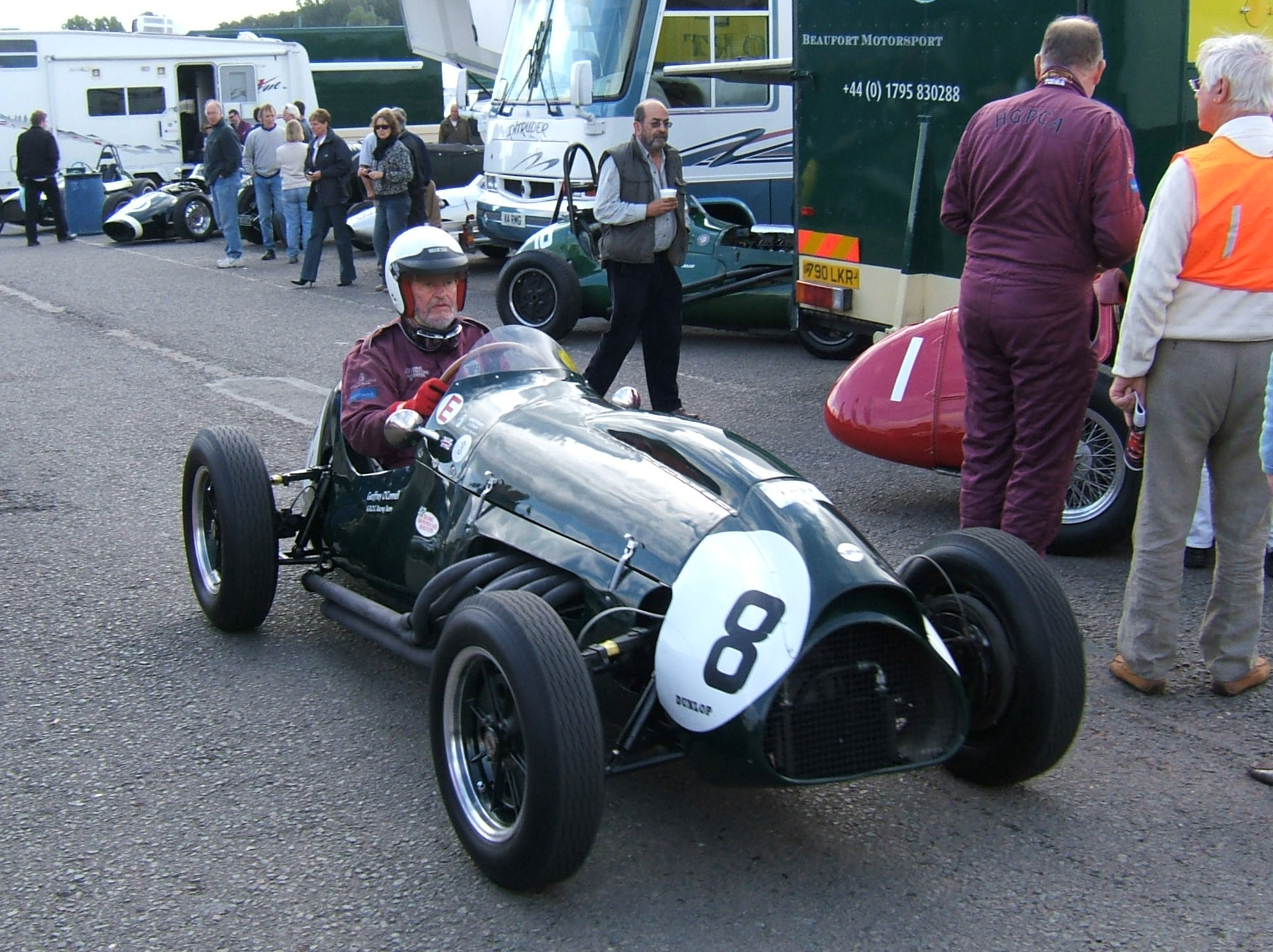
Une Cooper-Bristol T20 lors d'une manifestation historique. Mike Hawthorn fait ses débuts en championnat sur une de ces voitures.

Comme au Grand Prix de Suisse, l'écurie Richmond est présente avec deux voitures d'usine pour Alan Brown et Eric Brandon. Animées par le six-cylindres Bristol, les Cooper T20 disposent d'environ 130 chevaux, une puissance très modeste par rapport à leurs concurrentes. Une troisième T20 a été engagée par Leslie Hawthorn, pour son fils Mike. Ayant travaillé dans l'aviation et dans la mise au point des moteurs de motos, Leslie Hawthorn a une grande expérience des additifs au carburant, et du nitrométhane en particulier. Grâce à un savant dosage de ce comburant et à une mise au point rigoureuse de la carburation, il est parvenu à tirer, dans le plus grand secret, environ 150 chevaux du vénérable moteur Bristol. Ce surcroît de puissance a été magnifiquement exploité par Mike Hawthorn, surprenant vainqueur de la Lavant Cup à Goodwood lors du week-end de Pâques pour ses débuts en monoplace, dominant la Ferrari Thinwall de José Froilán González.
- Frazer Nash

Sous le nom de Scuderia Franera, le Britannique Peter Bell engage sa Frazer Nash à moteur Bristol (environ 140 chevaux dans sa dernière évolution) pour son compatriote Ken Wharton, qui a terminé quatrième du Grand Prix de Suisse au volant de cette voiture.
- Veritas Meteor

Le vétéran belge Arthur Legat (âgé de 53 ans) a engagé sa Veritas Meteor personnelle. Cette monoplace est équipée d'un moteur six-cylindres en ligne développant environ 140 chevaux.
- Aston NB41

Ami du constructeur Bill Aston, Robin Montgomerie-Charrington a engagé son Aston NB41 personnelle. Le châssis de cette monoplace est nettement inspiré de celui de la Cooper T20. Le moteur, conçu par Archie Butterworth, est un boxer 4-cylindres refroidi par air, développant une puissance de l'ordre de 140 chevaux.

## Coureurs inscrits
| no | Pilote                        | Écurie               | Constructeur  | Modèle            | N° châssis   | Moteur         | Pneumatiques |
| -- | ----------------------------- | -------------------- | ------------- | ----------------- | ------------ | -------------- | ------------ |
| 2  | Giuseppe Farina               | Scuderia Ferrari     | Ferrari       | Ferrari 500       | 4            | Ferrari L4     | P            |
| 4  | Alberto Ascari                | Scuderia Ferrari     | Ferrari       | Ferrari 500       | 5            | Ferrari L4     | P            |
| 6  | Piero Taruffi                 | Scuderia Ferrari     | Ferrari       | Ferrari 500       | 2            | Ferrari L4     | P            |
| 8  | Mike Hawthorn                 | Leslie Hawthorn      | Cooper        | Cooper T20        | CB-4-52      | Bristol L6     | D            |
| 10 | Alan Brown                    | Ecurie Richmond      | Cooper        | Cooper T20        | CB-2-52      | Bristol L6     | D            |
| 12 | Eric Brandon                  | Ecurie Richmond      | Cooper        | Cooper T20        | CB-3-52      | Bristol L6     | D            |
| 14 | Robert Manzon                 | Équipe Gordini       | Gordini       | Gordini T16       | 31           | Gordini L6     | E            |
| 16 | Jean Behra                    | Équipe Gordini       | Gordini       | Gordini T16       | 32           | Gordini L6     | E            |
| 18 | Johnny Claes                  | Équipe Gordini       | Gordini       | Gordini T16S      | 19-GS        | Gordini L6     | E            |
| 20 | Prince Bira                   | Équipe Gordini       | Simca-Gordini | Simca-Gordini T15 | 11-GC        | Gordini L4     | E            |
| 22 | Louis Rosier                  | Écurie Rosier        | Ferrari       | Ferrari 500       | 0186         | Ferrari L4     | D            |
| 24 | Lance Macklin                 | HW Motors            | HWM           | HWM 52            | 1            | Alta L4        | D            |
| 26 | Peter Collins                 | HW Motors            | HWM           | HWM 52            | 2            | Alta L4        | D            |
| 28 | Paul Frère                    | HW Motors            | HWM           | HWM 52            | 5            | Alta L4        | D            |
| 30 | Roger Laurent                 | HW Motors            | HWM           | HWM 52            | 3            | Alta L4        | D            |
| 32 | Stirling Moss                 | ERA Ltd              | ERA           | ERA Type G        | R1G          | Bristol L6     | D            |
| 34 | Charles de Tornaco            | Écurie Francorchamps | Ferrari       | Ferrari 500       | 0208         | Ferrari L4     | E            |
| 36 | Ken Wharton                   | Scuderia Franera     | Frazer Nash   | Frazer Nash FN48  | 421/200/172S | Bristol L6     | D            |
| 38 | Arthur Legat                  | Privé                | Veritas       | Veritas Meteor    | 9            | Veritas L6     | E            |
| 40 | Robin Montgomerie-Charrington | WS Aston             | WS Aston      | Aston NB41        | NB41         | Butterworth F4 | D            |
| 42 | Tony Gaze                     | Privé                | HWM           | HWM 51            | 6            | Alta L4        | D            |
| 44 | Robert O'Brien                | Privé                | Simca-Gordini | Simca-Gordini T15 | 15-GC        | Gordini L4     | E            |

## Qualifications
Largement favorites, les trois Ferrari 500 d'usine dominent les séances d'essais et accaparent la première ligne. À 183,5 km/h de moyenne, Alberto Ascari obtient la pole position; il s'est montré respectivement trois et neuf secondes plus rapide que ses coéquipiers Giuseppe Farina et Piero Taruffi. L'écart par rapport à l'année précédente, où Juan Manuel Fangio avait tourné à 191,8 km/h au volant de son Alfa Romeo, est de douze secondes au tour. Sur ce circuit, les F2 s'avèrent une seconde au kilomètre plus lentes que les F1 de la saison passée.

Bien préparées, les Gordini T16 bénéficient d'un excellent comportement sur le tracé ardennais, mais leur manque de puissance ne leur a pas permis d'approcher les temps des Ferrari. Robert Manzon et Jean Behra occuperont la seconde ligne sur la grille de départ. Parmi les débutants, notons l'excellente qualification de Mike Hawthorn, qui a superbement exploité la parfaite mise au point de sa Cooper T20, et de Paul Frère, huitième au volant de son HWM.
| Pos. | no | Pilote                        | Écurie              | Temps        | Écart          |
| ---- | -- | ----------------------------- | ------------------- | ------------ | -------------- |
| 1    | 4  | Alberto Ascari                | Ferrari             | 4 min 37 s   |                |
| 2    | 2  | Giuseppe Farina               | Ferrari             | 4 min 40 s   | + 3 s          |
| 3    | 6  | Piero Taruffi                 | Ferrari             | 4 min 46 s   | + 9 s          |
| 4    | 14 | Robert Manzon                 | Gordini             | 4 min 52 s   | + 15 s         |
| 5    | 16 | Jean Behra                    | Gordini             | 4 min 56 s   | + 19 s         |
| 6    | 8  | Mike Hawthorn                 | Cooper-Bristol      | 4 min 58 s   | + 21 s         |
| 7    | 36 | Ken Wharton                   | Frazer Nash-Bristol | 5 min 01 s   | + 24 s         |
| 8    | 28 | Paul Frère                    | HWM-Alta            | 5 min 05 s   | + 28 s         |
| 9    | 10 | Alan Brown                    | Cooper-Bristol      | 5 min 07 s   | + 30 s         |
| 10   | 32 | Stirling Moss                 | ERA-Bristol         | 5 min 07 s 6 | + 30 s 6       |
| 11   | 26 | Peter Collins                 | HWM-Alta            | 5 min 09 s   | + 32 s         |
| 12   | 12 | Eric Brandon                  | Cooper-Bristol      | 5 min 11 s   | + 34 s         |
| 13   | 34 | Charles de Tornaco            | Ferrari             | 5 min 14 s 5 | + 37 s 5       |
| 14   | 24 | Lance Macklin                 | HWM-Alta            | 5 min 17 s 1 | + 40 s 1       |
| 15   | 40 | Robin Montgomerie-Charrington | Aston Butterworth   | 5 min 19 s 3 | + 42 s 3       |
| 16   | 42 | Tony Gaze                     | HWM-Alta            | 5 min 22 s 8 | + 45 s 8       |
| 17   | 22 | Louis Rosier                  | Ferrari             | 5 min 25 s 7 | + 48 s 7       |
| 18   | 20 | Prince Bira                   | Simca-Gordini       | 5 min 28 s 4 | + 51 s 4       |
| 19   | 18 | Johnny Claes                  | Gordini             | 5 min 31 s 1 | + 54 s 1       |
| 20   | 30 | Roger Laurent                 | HWM-Alta            | 5 min 37 s 9 | + 1 min 00 s 9 |
| 21   | 38 | Arthur Legat                  | Veritas             | 5 min 45 s   | + 1 min 08 s   |
| 22   | 44 | Robert O'Brien                | Simca-Gordini       | 5 min 51 s   | + 1 min 14 s   |

- À l'issue des essais, seuls les huit meilleurs temps de qualification, arrondis à la seconde, ont été communiqués par les organisateurs. Les temps suivants sont officieux.

## Grille de départ du Grand Prix
| 1re ligne | Pos. 1                     |                            | Pos. 2                           |                                | Pos. 3                          |
|           | Ascari Ferrari 4 min 37 s  |                            | Farina Ferrari 4 min 40 s        |                                | Taruffi Ferrari 4 min 46 s      |
| 2e ligne  |                            | Pos. 4                     |                                  | Pos. 5                         |                                 |
|           |                            | Manzon Gordini 4 min 52 s  |                                  | Behra Gordini 4 min 56 s       |                                 |
| 3e ligne  | Pos. 6                     |                            | Pos. 7                           |                                | Pos. 8                          |
|           | Hawthorn Cooper 4 min 58 s |                            | Wharton Frazer Nash 5 min 01 s   |                                | Frère HWM 5 min 05 s            |
| 4e ligne  |                            | Pos. 9                     |                                  | Pos. 10                        |                                 |
|           |                            | Brown Cooper 5 min 07 s    |                                  | Moss ERA 5 min 07 s 6          |                                 |
| 5e ligne  | Pos. 11                    |                            | Pos. 12                          |                                | Pos. 13                         |
|           | Collins HWM 5 min 09 s     |                            | Brandon Cooper 5 min 11 s        |                                | Tornaco Ferrari 5 min 14 s 5    |
| 6e ligne  |                            | Pos. 14                    |                                  | Pos. 15                        |                                 |
|           |                            | Macklin HWM 5 min 17 s 1   |                                  | Montgomerie Aston 5 min 19 s 3 |                                 |
| 7e ligne  | Pos. 16                    |                            | Pos. 17                          |                                | Pos. 18                         |
|           | Gaze HWM 5 min 22 s 8      |                            | Rosier Ferrari 5 min 25 s 7      |                                | Bira Simca-Gordini 5 min 28 s 4 |
| 8e ligne  |                            | Pos. 19                    |                                  | Pos. 20                        |                                 |
|           |                            | Claes Gordini 5 min 31 s 1 |                                  | Laurent HWM 5 min 37 s 9       |                                 |
| 9e ligne  | Pos. 21                    |                            | Pos. 22                          |                                |                                 |
|           | Legat Veritas 5 min 45 s   |                            | O’Brien Simca-Gordini 5 min 51 s |                                |                                 |

## Déroulement de la course
50 000 spectateurs assistent à la course, qui va se dérouler par temps froid et pluvieux. Les Ferrari d'Alberto Ascari et de Giuseppe Farina s'élancent en tête sur une piste détrempée, devant la petite Gordini de Jean Behra, alors que Piero Taruffi, sur la troisième Ferrari, éprouve des difficultés à enclencher la première et reste immobilisé quelques secondes sur la ligne de départ, gênant bon nombre de concurrents placés derrière lui. Dans la descente de Masta, Behra parvient à dépasser coup sur coup Farina et Ascari, s'emparant de la tête de la course. Au premier passage devant les tribunes, il compte une seconde d'avance sur Ascari, suivi de près par Farina. Étonnant quatrième pour ses débuts en championnat du monde, le jeune britannique Mike Hawthorn (Cooper) compte huit secondes de retard, il devance la Frazer Nash de Ken Wharton et l'HWM du journaliste Paul Frère. Mal parti, Robert Manzon (Gordini) n'est que huitième, devant Taruffi qui entame une belle remontée après son départ chaotique. Au prix d'un pilotage acrobatique Behra se maintient devant Ascari et Farina, mais à la fin du second tour il dérape dans le virage de la Source, effectue une embardée et les deux Ferrari en profitent pour prendre la tête de la course. Behra parvient à repartir devant le reste du peloton, emmené par Hawthorn, mais il a perdu le contact avec les leaders. Taruffi a regagné trois places au cours de ce second tour, il est maintenant sixième. Ascari, impressionnant d'aisance et de régularité sur la piste mouillée, commence à se détacher de Farina. Taruffi continue sa remontée, il s'empare de la quatrième place au détriment d'Hawthorn au quatrième tour, et continue à attaquer, visant maintenant la troisième place toujours détenue par Behra.
Au dixième passage, alors qu'Ascari s'est construit une avance de près d'une demi-minute sur Farina, Taruffi a réduit son retard sur Behra à vingt secondes. Quelques tours plus tard, la jonction est faite, et au treizième passage, Taruffi est devant Behra. Les trois Ferrari d'usine sont alors en tête, pas pour longtemps toutefois : alors qu'il aborde le virage de Burnenville pour la quatorzième fois, Taruffi dérape; Behra, dans ses roues, ne peut l'éviter, les deux pilotes s'accrochent et sont contraints à l'abandon. Manzon, qui venait de dépasser Hawthorn, s'empare de la troisième place, mais son retard sur Ascari s'élève déjà à plus de trois minutes.
Dès lors, les positions ne vont plus évoluer. Alors que la pluie ne cesse de tomber, Ascari continue à accentuer son avance, et c'est avec près de deux minutes d'avance sur son coéquipier Farina qu'il remporte la course. Manzon complète le podium, a plus de quatre minutes du vainqueur. Auteur d'un sans-faute pour ses débuts en championnat, et malgré deux ravitaillements forcés en fin de course à cause d'une fuite au réservoir de carburant, Hawthorn parvient à conserver la quatrième place, loin devant l'HWM de Paul Frère, également auteur d'une course très méritoire malgré un tête-à-queue au virage de Malmedy au cours des derniers tours.

### Classements intermédiaires
Classements intermédiaires des monoplaces aux premier, deuxième, cinquième, dixième, quinzième, vingtième et trentième tours.

### Classement de la course

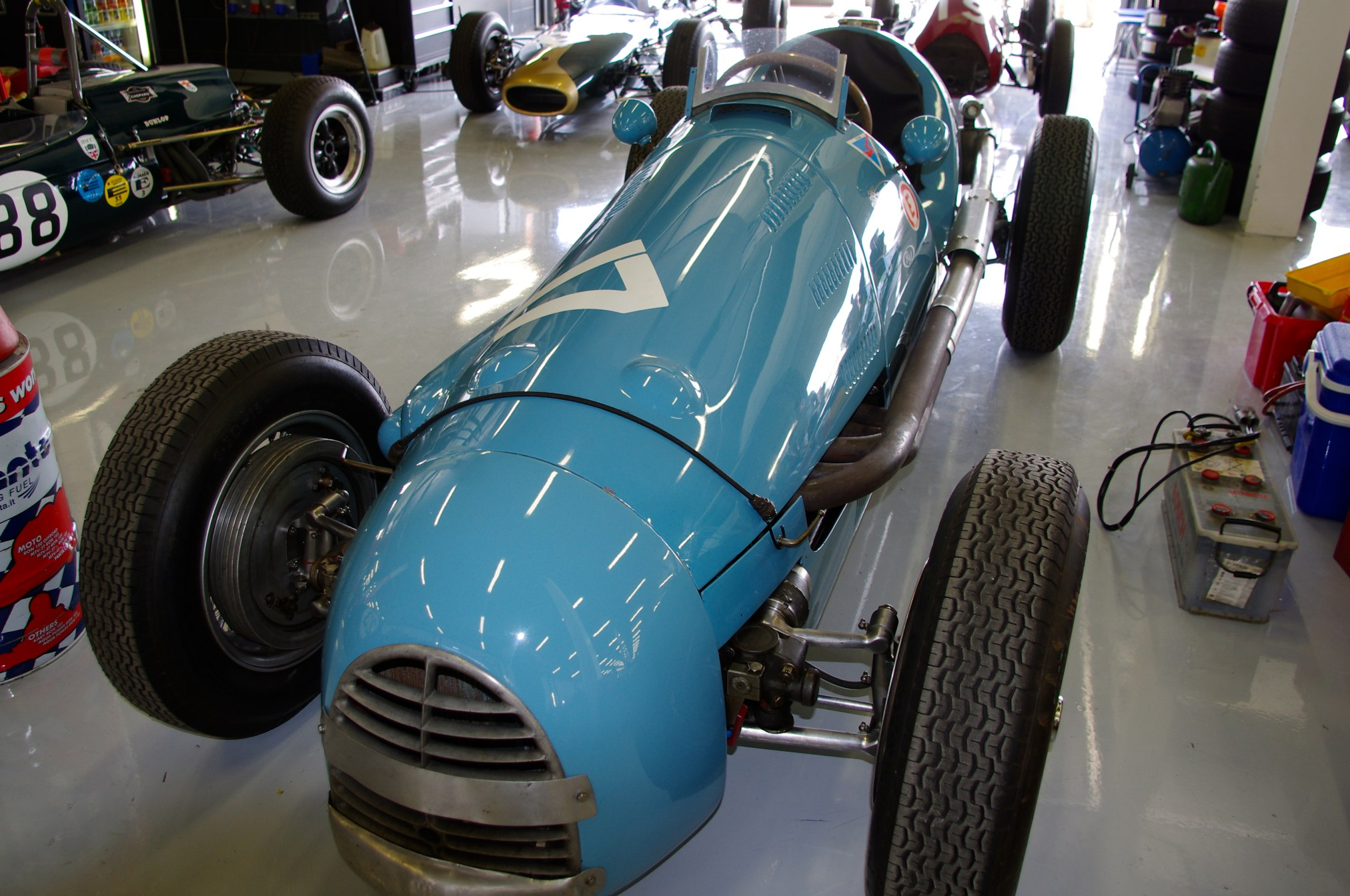
Grâce à Robert Manzon, la Gordini T16 termine troisième derrière les inaccessibles Ferrari 500.

| Pos. | no | Pilote                        | Écurie              | Tours | Temps/Abandon                    | Grille | Points |
| ---- | -- | ----------------------------- | ------------------- | ----- | -------------------------------- | ------ | ------ |
| 1    | 4  | Alberto Ascari                | Ferrari             | 36    | 3 h 03 min 46 s 3 (165,962 km/h) | 1      | 9      |
| 2    | 2  | Giuseppe Farina               | Ferrari             | 36    | + 1 min 55 s 2                   | 2      | 6      |
| 3    | 14 | Robert Manzon                 | Gordini             | 36    | + 4 min 28 s 4                   | 4      | 4      |
| 4    | 8  | Mike Hawthorn                 | Cooper-Bristol      | 35    | + 1 tour                         | 6      | 3      |
| 5    | 28 | Paul Frère                    | HWM-Alta            | 34    | + 2 tours                        | 8      | 2      |
| 6    | 10 | Alan Brown                    | Cooper-Bristol      | 34    | + 2 tours                        | 9      |        |
| 7    | 34 | Charles de Tornaco            | Ferrari             | 33    | + 3 tours                        | 13     |        |
| 8    | 18 | Johnny Claes                  | Gordini             | 33    | + 3 tours                        | 19     |        |
| 9    | 12 | Eric Brandon                  | Cooper-Bristol      | 33    | + 3 tours                        | 12     |        |
| 10   | 20 | Prince Bira                   | Simca-Gordini       | 32    | + 4 tours                        | 18     |        |
| 11   | 24 | Lance Macklin                 | HWM-Alta            | 32    | + 4 tours                        | 14     |        |
| 12   | 30 | Roger Laurent                 | HWM-Alta            | 32    | + 4 tours                        | 20     |        |
| 13   | 38 | Arthur Legat                  | Veritas             | 31    | +5 tours                         | 21     |        |
| 14   | 44 | Robert O'Brien                | Simca-Gordini       | 30    | +6 tours                         | 22     |        |
| 15   | 42 | Tony Gaze                     | HWM-Alta            | 30    | + 6 tours                        | 16     |        |
| Abd. | 40 | Robin Montgomerie-Charrington | Aston Butterworth   | 17    | Moteur                           | 15     |        |
| Abd. | 6  | Piero Taruffi                 | Ferrari             | 13    | Accident                         | 3      |        |
| Abd. | 16 | Jean Behra                    | Gordini             | 13    | Accident                         | 5      |        |
| Abd. | 36 | Ken Wharton                   | Frazer Nash-Bristol | 10    | Sortie de piste                  | 7      |        |
| Abd. | 22 | Louis Rosier                  | Ferrari             | 6     | Transmission                     | 17     |        |
| Abd. | 26 | Peter Collins                 | HWM-Alta            | 3     | Transmission                     | 11     |        |
| Abd. | 32 | Stirling Moss                 | ERA-Bristol         | 0     | Moteur                           | 10     |        |

### Pole position et record du tour
- Pole position :  Alberto Ascari en 4 min 37 s (vitesse moyenne : 183,509 km/h).
- Meilleur tour en course :  Alberto Ascari en 4 min 55 s (vitesse moyenne : 172,312 km/h) aux deuxième et septième tours.

### Tours en tête
- Jean Behra : 1 tour (1)
- Alberto Ascari : 35 tours (2-36)

## Classement général à l'issue de la course
- attribution des points : 8, 6, 4, 3, 2 respectivement aux cinq premiers de chaque épreuve et 1 point supplémentaire pour le pilote ayant accompli le meilleur tour en course (signalé par un astérisque)

| Pos. | Pilote          | Écurie       | Points | SUI | 500 | BEL | FRA | GBR | ALL | NL | ITA |
| ---- | --------------- | ------------ | ------ | --- | --- | --- | --- | --- | --- | -- | --- |
| 1    | Piero Taruffi   | Ferrari      | 9      | 9*  | -   | -   |     |     |     |    |     |
|      | Alberto Ascari  | Ferrari      | 9      | -   | -   | 9*  |     |     |     |    |     |
| 3    | Troy Ruttman    | Kuzma        | 8      | -   | 8   | -   |     |     |     |    |     |
| 4    | Rudi Fischer    | Ferrari      | 6      | 6   | -   | -   |     |     |     |    |     |
|      | Jim Rathmann    | Kurtis Kraft | 6      | -   | 6   | -   |     |     |     |    |     |
|      | Giuseppe Farina | Ferrari      | 6      | -   | -   | 6   |     |     |     |    |     |
| 7    | Jean Behra      | Gordini      | 4      | 4   | -   | -   |     |     |     |    |     |
|      | Sam Hanks       | Kurtis Kraft | 4      | -   | 4   | -   |     |     |     |    |     |
|      | Robert Manzon   | Gordini      | 4      | -   | -   | 4   |     |     |     |    |     |
| 10   | Ken Wharton     | Frazer Nash  | 3      | 3   | -   | -   |     |     |     |    |     |
|      | Duane Carter    | Lesovsky     | 3      | -   | 3   | -   |     |     |     |    |     |
|      | Mike Hawthorn   | Cooper       | 3      | -   | -   | 3   |     |     |     |    |     |
| 13   | Alan Brown      | Cooper       | 2      | 2   | -   | -   |     |     |     |    |     |
|      | Art Cross       | Kurtis Kraft | 2      | -   | 2   | -   |     |     |     |    |     |
|      | Paul Frère      | HWM          | 2      | -   | -   | 2   |     |     |     |    |     |
| 16   | Bill Vukovich   | Kurtis Kraft | 1      | -   | 1*  | -   |     |     |     |    |     |

## À noter
- 3e victoire en championnat du monde pour Alberto Ascari.
- 1er hat trick en championnat du monde pour Alberto Ascari.
- 5e victoire en championnat du monde pour Ferrari en tant que constructeur.
- 5e victoire en championnat du monde pour Ferrari en tant que motoriste.
- 1er Grand Prix de championnat du monde pour Mike Hawthorn.